# ドニー・サンズ
ドニー・サンズ（Donny Sands, 1996年5月16日 - ）は、アメリカ合衆国アリゾナ州ツーソン出身のプロ野球選手（捕手）。右投右打。MLBのデトロイト・タイガース所属。

## 経歴

### プロ入り前
アリゾナ州ツーソンに生まれたが、小学校時代に家族でニューメキシコ州アルバカーキへ引っ越し、ニューメキシコ大学野球部のバットボーイを務めていた。その後2012年に父親が亡くなり、ツーソンへ戻った。

### プロ入りとヤンキース傘下時代
2015年のMLBドラフト8巡目（全体243位）でニューヨーク・ヤンキースから指名され、予定していたニューメキシコ大学への進学を取り止めプロ入り。契約金は10万ドル。傘下のルーキー級ガルフ・コーストリーグ・ヤンキースでプロデビューし、シーズン途中にA級チャールストン・リバードッグスへ昇格。2チーム合計で55試合に出場して打率.309、30打点の成績を記録した。オフに三塁手から捕手へコンバートされた。
2016年はルーキー級ガルフ・コーストリーグとルーキー+級プラスキ・ヤンキースでプレーし、2チーム合計で30試合に出場して打率.284、3本塁打、12打点の成績を記録した。
2017年はA級チャールストンで開幕を迎え、シーズン途中にA+級タンパ・ターポンズへ昇格。2チーム合計で93試合に出場して打率.276、4本塁打、55打点の成績を記録した。
2018年はルーキー級ガルフ・コーストリーグで開幕を迎え、シーズン途中にA+級タンパへ昇格。2チーム合計で25試合に出場して打率.272、7打点の成績を記録した。
2019年はA+級タンパで68試合に出場して打率.221、2本塁打、22打点の成績を記録した。
2020年は新型コロナウイルスの影響でマイナーリーグの試合が開催されず、公式戦への出場はなかった。
2021年はAA級サマセット・ペイトリオッツで開幕を迎え、シーズン途中にAAA級スクラントン・ウィルクスバリ・レイルライダースへ昇格。2チーム合計で94試合に出場して打率.261、18本塁打、56打点の成績を記録した。オフにルール・ファイブ・ドラフトでの流出を防ぐために40人枠に登録された。

### フィリーズ時代
2021年11月19日にT.J.ラムフィールド、ジョエル・バルデスとのトレードで、ニック・ネルソンと共にフィラデルフィア・フィリーズへ移籍した。

### タイガース時代
2023年1月7日にグレゴリー・ソト、コディ・クレメンスとのトレードで、マット・ビアリング、ニック・メイトンと共にデトロイト・タイガースへ移籍した。

## 詳細情報

### 年度別打撃成績
| 年 度     | 球 団     | 試 合 | 打 席 | 打 数 | 得 点 | 安 打 | 二 塁 打 | 三 塁 打 | 本 塁 打 | 塁 打 | 打 点 | 盗 塁 | 盗 塁 死 | 犠 打 | 犠 飛 | 四 球 | 敬 遠 | 死 球 | 三 振 | 併 殺 打 | 打 率 | 出 塁 率 | 長 打 率 | O P S |
| --------- | --------- | ----- | ----- | ----- | ----- | ----- | -------- | -------- | -------- | ----- | ----- | ----- | -------- | ----- | ----- | ----- | ----- | ----- | ----- | -------- | ----- | -------- | -------- | ----- |
| 2022      | PHI       | 3     | 4     | 3     | 0     | 0     | 0        | 0        | 0        | 0     | 0     | 0     | 0        | 0     | 0     | 1     | 0     | 0     | 1     | 1        | .000  | .250     | .000     | .250  |
| 通算：1年 | 通算：1年 | 3     | 4     | 3     | 0     | 0     | 0        | 0        | 0        | 0     | 0     | 0     | 0        | 0     | 0     | 1     | 0     | 0     | 1     | 1        | .000  | .250     | .000     | .250  |

- 2023年度シーズン終了時

### 年度別守備成績
| 年 度 | 球 団 | 捕手（C） | 捕手（C） | 捕手（C） | 捕手（C） | 捕手（C） | 捕手（C） | 捕手（C） | 捕手（C） | 捕手（C） | 捕手（C） | 捕手（C） |
| 年 度 | 球 団 | 試 合     | 刺 殺     | 補 殺     | 失 策     | 併 殺     | 守 備 率  | 捕 逸     | 企 図 数  | 許 盗 塁  | 盗 塁 刺  | 阻 止 率  |
| ----- | ----- | --------- | --------- | --------- | --------- | --------- | --------- | --------- | --------- | --------- | --------- | --------- |
| 2022  | PHI   | 1         | 1         | 0         | 0         | 0         | 1.000     | 0         | 0         | 0         | 0         | .---      |
| MLB   | MLB   | 1         | 1         | 0         | 0         | 0         | 1.000     | 0         | 0         | 0         | 0         | .---      |

- 2023年度シーズン終了時

### 背番号
- 39（2022年）